# يهوذا (أغنية)
يهوذا أو جوداس (بالإنجليزية: Judas)‏، أغنية لمغنية البوب الأميركية ليدي غاغا من ألبومها هكذا ولدت، حيث أنها ثاني أغنية منفردة من هذا الألبوم. تم إطلاق الأغنية بواسطة شركة إنترسكوب ريكوردز في 15 نيسان/أبريل من عام 2011، أي قبل أربعة أيام من موعدها المقرر. وهي من كتابة وإنتاج ليدي غاغا ونادر خياط، «جوداس» هي أغنية راقصة تتحدث عن امرأة وقعت في غرام الرجل غير المناسب. الأغنية تجسد أيضاً جميع الأحداث التي طاردت غاغا في الماضي، وبالتالي جوهرها الأساسي الإشارة إلى الأمور السيئة التي لا مفر منها  بالنسبة لها. أوضحت غاغا أيضاً بأن الأغنية تكريم للظلام الداخلي للمرء من أجل تحقيق الذات في الأضواء، «يجب أن تنظر إلى ما يطاردك ويجب أن تتعلم أن تغفر لنفسك من أجل المضي قدماً»
صوت أغنية «جوداس» يشبه أغانيها المنفردة السابقة مثل «Poker Face (وجه البوكر)» و«LoveGame (لعبة حب)» و«Bad Romance (رومانسية سيئة)» و«Alejandro (آليخاندرو)»، تحتوي الأغنية على ثلاث من العُقر أو الـ«هوك» وعلى هبوط إيقاعي أو «وقفة»، متأثرة في موسيقى الهاوس. تم تصميم العمل الفني للأغنية من قبل «ليدي غاغا» وذلك على برنامج مايكروسوفت وورد وتتميز بخلفية حمراء داكنة وكلمة "Judas" مكتوبة بأحرف كبيرة حمراء. بعد تصميم الغلاف، غاغا التقطت صورة بهاتفها الخلوي للعمل الفني الذي قامت به، لإضافة المزيد من اللمسات الأخيرة عليه.
لاحظ النقاد وجه التشابه بين أغنية «جوداس» و«رومانسية سيئة»، لكنهم أثنوا على الإنتاج الموسيقي للأغنية، ومدحوا الطاقة الموجودة في الأغنية وعلى الهبوط الإيقاعي الآلي. كانت المبيعات الافتتاحية قوية في البداية، ولكن في النهاية كانت أقل نجاحاً تجارياً مقارنة بالأغاني المنفردة السابقة لغاغا. وصلت الأغنية إلى «أعلى عشرة مراتب (توب 10)» في معظم أسواق الموسيقى الرئيسية، لكنها فشلت في تحقيق المرتبة الأولى. فقط استطاعت أن تصل إلى المرتبة الأولى في كوريا الجنوبية وفي جدول "Hot Dance Club Songs" التابع لمجلة بيلبورد في الولايات المتحدة.
بيعت من «يهوذا» 822000 نسخة بحلل 8 من أكتوبر 2011. هي و «تزوج الليل» الأغنيتان الوحيدتان لغاغا اللتان باعتا أقل من مليون نسخة في الولايات المتحدة